# ディラン・ブルース
ディラン・ブルース（Dylan Bruce、1980年4月21日 - ）は、カナダの俳優。
バンクーバー出身。アメリカ合衆国・シアトルのワシントン大学で演劇と経済学を学ぶ。以降、アメリカを拠点に俳優として活動、主にテレビドラマを中心に出演、『オーファン・ブラック 暴走遺伝子』や『ARROW/アロー』への出演で知られる。

## 主な出演作品
| 公開年    | 邦題 原題                                                            | 役名                     | 備考                                                                   |
| --------- | -------------------------------------------------------------------- | ------------------------ | ---------------------------------------------------------------------- |
| 2005      | 24: Conspiracy                                                       | Martin Kail              | 『24 -TWENTY FOUR-』のスピンオフ。携帯電話Vodafoneで配信。23エピソード |
| 2005      | ジョーイ Joey                                                        | ウェイター               | テレビドラマ、2エピソード                                              |
| 2006      | ザ・ソプラノズ 哀愁のマフィア The Sopranos                           | ドアマン                 | テレビドラマ、1エピソード                                              |
| 2007      | ラスベガス Las Vegas                                                 | アンソニー               | テレビドラマ、1エピソード                                              |
| 2007      | CSI:ニューヨーク CSI: NY                                             | 若い男                   | テレビドラマ、1エピソード                                              |
| 2007-2008 | アズ・ザ・ワールド・ターンズ As the World Turns                      | クリス・ヒューズ         | テレビドラマ、100エピソード                                            |
| 2010      | アンストッパブル Unstoppable                                         | マイケル・コルソン       |                                                                        |
| 2011      | NCIS 〜ネイビー犯罪捜査班 NCIS: Naval Criminal Investigative Service | ジャスティン             | テレビドラマ、1エピソード                                              |
| 2013-2014 | ARROW/アロー Arrow                                                   | アダム・ドナー           | テレビドラマ、8エピソード                                              |
| 2013-2016 | オーファン・ブラック 暴走遺伝子 Orphan Black                         | ポール・ディアデン少佐   | テレビドラマ、28エピソード                                             |
| 2014      | ザ・スナイパー -THE MATADOR- Matador                                 | ガブリエル               | テレビドラマ、1エピソード                                              |
| 2015      | HEROES REBORN/ヒーローズ・リボーン Heroes Reborn                     | ジェームズ・ディアリング | テレビミニシリーズ、5エピソード                                        |
| 2016      | アメリカン・ゴシック 〜偽りの一族〜 American Gothic                  | トム・プライス           | テレビドラマ、7エピソード                                              |
| 2020      | エージェント:カーター 暴走列車 Search and Destroy                    | ジョン・カーター         |                                                                        |
| 2021      | 私立探偵マグナム Magnum P.I.                                         | マット・マグレイディ     | テレビドラマ、1エピソード                                              |
| 2023      | セックス/ライフ Sex/Life                                             | スペンサー               | テレビドラマ、4エピソード                                              |